# تاكاشي إيمامورا
تاكاشي إيمامورا هو مجدف ياباني، ولد في 1934.

## وصلات خارجية
- تاكاشي إيمامورا على موقع الاتحاد الدولي للتجديف (الإنجليزية)
- تاكاشي إيمامورا على موقع أوليمبيديا (الإنجليزية)